# البياضية (المنيا)
قرية البياضية  هي إحدي القرى التابعة لمركز ملوى بمحافظة المنيا في جمهورية مصر العربية. حسب إحصاءات سنة 2006، بلغ إجمالي السكان في البياضية 18796 نسمة، منهم 9524 رجل و9272 امرأة.